# 시에강

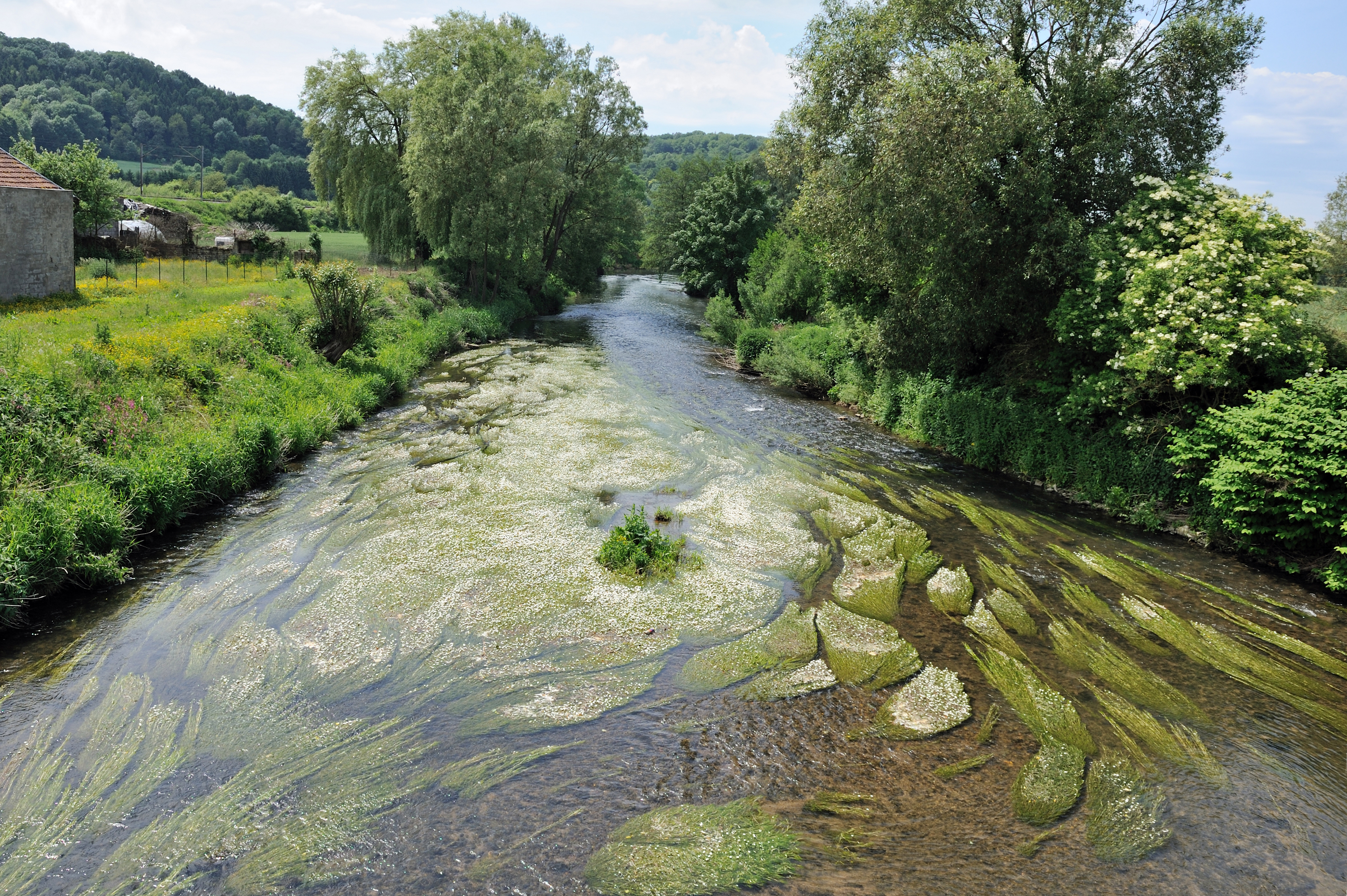

시에강(프랑스어: Chiers, 룩셈부르크어: Kuer, 독일어: Korn)은 룩셈부르크와 벨기에, 프랑스의 강으로, 뫼즈강의 지류이다. 길이는 약 130 km이다.